# WRPN Calculator
WRPN (або Windows Reverse Polish Notation ) — це інженерний калькулятор із відкритим вихідним кодом, який імітує програмований калькулятор серії Hewlett-Packard Voyager HP-16C «Computer Scientist».
Калькулятор WRPN створений для Windows, наразі доступний також і для Linux, Mac OS і Android.

## Історія
3 квітня 1995 року Еммет П. Ґрей (англ. Emmet P. Gray),  американський програміст, на той час цивільний службовець Армії США, а нині ад’юнкт-професор Техаського університету A&M, випустив WRPN 1.0 ( 16-розрядний), публічне програмне забезпечення з відкритим кодом для симуляції калькулятора HP-16C, написане на Borland C++ 4.0 для ранніх версій Microsoft Windows.
Станом на 1 вересня 2024 року, проєкт все ще перебуває в активній розробці, а останню версію WRPN 7.1.1 було випущено 26 серпня 2024 року для сучасних Windows, Mac OS, Linux та інших ОС із встановленим JRE, а також як мобільний додаток для Android. Вихідний код надається в кількох варіантах: C#, VB. NET, ASP. NET і Java. 

## Функції
WRPN імітує майже всі функції HP-16C.
- Підтримка ПОЛІЗ
- Режими з плаваючою комою, десятковий, шістнадцятковий, вісімковий і двійковий
- Розмір слова від 1 до 64 бітів на слово
- Знакова математика
- Логічні оператори
- Побітові оператори
- 32 регістри зберігання
- 4 позиційний стек
- 203 рядки програмної пам'яті

## JRPN
У 2019 році Білл Фут (англ. Bill Foote), американський розробник програмного забезпечення та колишній керівник відділу Sun Microsystems щодо стандартизації інтерактивних технологійдля Blu-ray та інших телевізійних платформ, створив JRPN (JOVIAL Reverse Polish Notation Calculators), симулятор HP-16C з відкритим вихідним кодом, відгалудження від WRPN 6.0.2 на мові Java, але з усім текстом інтерфесу налаштованим на візуалізацію з використанням векторних шрифтів (замість спрайтової техніки на основі растрового шрифту, що використовується у WRPN), і відкрив код на умовах ліцензії Apache. 
I always wanted a 16C, but I never really needed it, and I was a starving student at the time :-) WRPN works great on Android, but the UI uses images that were created back when screen resolutions weren't so high, so I dropped Emmet a line, and re-did some of the UI and published that as what I'm now calling "Legacy JRPN".— Bill Foote, Why Another Calculator Simulator?, jrpn.jovial.com
Під час пандемії COVID-19, Фут повністю переписав код JRPN для Flutter і ліцензував його під GPLv3.  JRPN зараз доступний у двох варіантах, 15C і 16C (симулятори HP-15C і HP-16C відповідно), для Android, Linux, Mac OS, Windows і як веб-додаток.
Існує й інший однойменний калькулятор з підтримкою ПОЛІЗ, розроблений Вільямом Гілом (англ. William Giel) у вигляді безплатного власницького програмне забезпечення. Востаннє це прогорамне забезпечення було випущено у 1999 році.

## Галерея

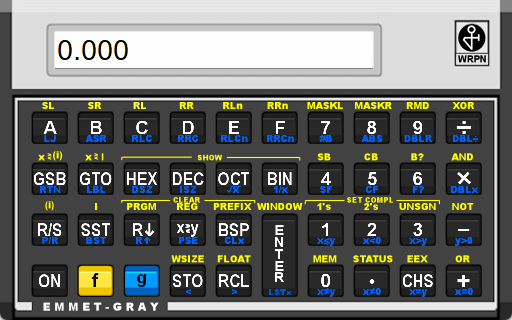
WRPN, растрові шрифти
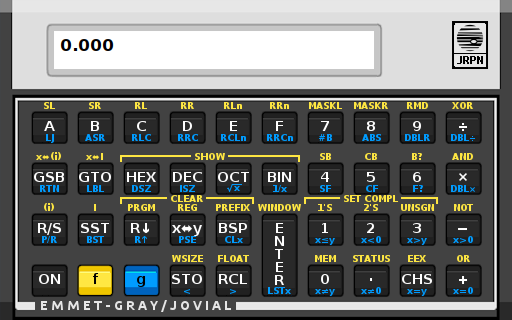
JRPN (Legacy), векторні шрифти

## Дивіться також
- ПОЛІЗ
- Порівняння калькуляторів

## Зовнішні посилання
- Посібник користувача WRPN (англ.)
- WRPN 16c у Google Play
- JRPN 16c у F-Droid
- Реалізації RPN/RPL